# Крепость Святого Креста
Крепость Святого Креста, Сулацкой город — русское военное укрепление и город на Северном Кавказе. Крепость Святого Креста призвана была стать контрольным пунктом русского влияния на южной границе России, способствовать укреплению российского влияния на Северо-Восточном Кавказе и установлению контроля над Волжско-Каспийским торговым путём, соединявшим Восток и Запад. Заложена в сентябре 1722 году императором Российской империи Петром I в период Персидского похода на землях Тарковского шамхальства. Упразднена в 1735 году по условиям Гянджинского договора. Крепость стала одним из элементов укрепленной линии протянувшейся вдоль побережья Каспийского моря от Терека до Сулака, в неё также входили, связанные с крепостью, Аграханский ретраншемент, Терский редут и Аграханские казачьи городки.

## Географическое положение
Располагалась в пределах Кумыкской плоскости, у места деления реки Койсу (совр. Сулак) на два рукава Аграхань (ныне не существует) и Сулак. Современная локализация — урочище Колокол (осушенное в 1950-х годах озеро Колокол (Кала-Коль)) в 3 км к югу от села Львовский № 1 Бабаюртовского района Дагестана.

## Название
Название крепости было связано с тем, что кочевавшие в эту местности ногайцы называли её — Ставропольской или Ставрополем (от греч. σταυρός — «крест», πόλις — «город»). По одному из преданий, в этой местности когда-то располагался греческий город и порт под таким названием.

## История

### Возведение крепости
24 июля 1722 года, во время Персидского похода, Пётр I побывал в крепости Терки — в опорном пункте русской военной силы на южной границе. Император нашел его в состоянии упадка, к тому же город-крепость располагался в заболоченной местности к которой был затруднен подход с моря и она не располагала к размещению крупных военных сил. Кроме того, после расширения границ империи, город оказался в стороне от неё.
Место для новой крепости выбрал сам император «сам приискал под оную крепость место, сам снял с оного план, сам сделал чертеж сей крепости и сам оную размерил…». В этом ему помогали генералы Василий Левашов, Гаврила Кропотов, инженер-полковник де Бринел и Ветерани. В октябре 1722 года Петр писал в сенат «Идя назад, нашёл место на реке Сулаку зело изрядное, крепкое и пажитое, где сделали крепость и именовали Святым Креста, которое место лучше того места, где первой ретраншемент, а Терка сто раз удобней».
При Петре был возведен первый полевой ретраншемент, в котором были оставлены войска под командованием полковника Леонтия Соймонова для прикрытия сооружения основной крепости. На строительство крепости были направлены тысяча донских казаков, четыре тысячи калмыков. Руководство строительством было возложено на генерал-майора Гаврилу Кропотова, исполнителями были инженер-полковники Андриано де Бриняли и Ветерани. При возведении крепости возникли затруднения в строительном материале. Хотя берега реки были сплошь заросшими лесом, древесина из него не годилась для постройки. Строительный материал заготавливали в приволжских городах, а оттуда уже сплавляли к Теркам. Возведение самой крепости произведено в 1723—1724 годах. Это было мощное сооружение с шестью бастионами, обращённое фронтом на юг, в которой был сосредоточен значительный воинский гарнизон в количестве 1384 человека и 24 пушки. Для установления регулярного морского сообщения с Астраханью, Дербентом и другими портами на Каспийском море на рукаве Сулак была устроена плотина, благодаря которой стало возможным проводить средние суда по рукаву Аграхань.

### Заселение крепости и образование города
Крепость-город изначально строился как многонациональный и многоконфесиональный населенный пункт. В 1722 году первыми его жителями стали терские казаки после ликвидации Терского городка. В феврале 1724 года по распоряжению правительства близ крепости для укрепления позиций была поселена 1000 донских «сказочных» казаков, «прибывших из Донецких, Бузулукских, Хоперских, Медведенских и Донских городков». Они поселились пятью городками по южной границе крепостного района, образовав так называемое Аграханское казачье войско. Впоследствии казачьи городки переносились с места на место, и были образованы три станицы: Каменка, Прорва и Кузьминка. 22 сентября 1724 года Пётр I подписал указ на имя генерал-лейтенанта Михаила Матюшкина, в котором предписывалось перевести в крепость Святого Креста гарнизон и жителей крепости Терки. Из Решта были переведены воины армянского и армяно-грузинского эскадронов, сформированных в 1723 году под руководством Петроса ди Саргиса Гиланенца и Агадара ди Хачик Ахиджанеци. В полуверсте от крепости образовались слободы «Черкесская» — кабардинцы князя Черкасского (около 300 семей) и «Окотская» заселенная подданными князя Эльмурзы (выходцы из Большой Кабарды) и князя Асланбека Келеметова (выходцы из Малой Кабарды). Под защиту крепости переселились так называемые малые ногайцы (20 тысяч кибиток), кочевавшие в степях между Аксаем и Сулаком. К ним присоединились ногайцы, подвластные шамхалу Тарковскому. Из упраздненного Терского города сюда переселились «татарские аулы» (кумыки), тезики, 450 армянских и грузинских семей. Кроме того, в Святой крест переселилась часть армян и грузин из посёлка Сарафанниково. В 1724 году в городе осела часть подданных грузинского царя Вахтанга VI, переселившегося жить в Россию.
В 1724 году в полуверсте от новой крепости черкесы основали слободу Охочинскую; сюда же от Терека перенесли свои кочевья ногайцы.
Город-крепость располагался в крайне неблагоприятных климатических условиях, его окружали болота, пополняемые ежегодными разливами Аграхани и Сулака. Среди вновь прибывшего населения стали распространяться заразные болезни. Смертность в первую же зиму была огромна. Особенно страдали донские казаки, проживавшие в сырых и не приспособленных землянках. В 1727 году по городу-крепости и окрестностям прошла «моровая язва». Это сподвигло казаков к попытке бегства на Кубань к некрасовцам. Кроме того, жители постоянно подвергались нападению горцев. Непривычный климат, болезни, нападения горцев привели к огромной смертности среди населения. Так, к 1735 году из 1000 семей донских казаков осталось 452, из 1000 человек терских — 100.

### Ликвидация крепости
10 марта 1735 году между Россией и Персией был подписан Гянджинский договор, одним из условий которого был вывод российских войск за Терек. 20 марта коменданту крепости А. Т. Юнгеру было объявлено о её ликвидации, и о переводе гарнизона и населения в новую Кизлярскую крепость. Ликвидация крепости началась 30 июля с разрушения окопов и засыпке рва. Далее были разрыты бастион и куртины. В августе были разрушены церкви и дома горожан. Осенью 1735 года крепость была окончательно срыта, снесены аграханские казачьи городки, население переселено на Терек, войска выведены в центральную часть России.

## Гарнизон
Первоначально гарнизон крепости был сформирован из 80 рот участвовавших в Каспийском походе (по четыре роты из двух гренадерских и 18 пехотных полков) преобразованных в 20 батальонов: гренадерские — Зыкова и Кампенгаузена; пехотные — Азовского, Архангелогородского, Выборгского, Великолуцкого, Вологодского, Воронежского, Галицкого, Казанского, Капорского, Московского, Нижегородского, Псковского, Рязанского, Санкт-Петербургского, Сибирского, Тобольского, Троицкого, Шлиссельбургского. В состав гарнизона также была включена команда бывшего гарнизона и жители крепости Терки, порядка 10000 человек. В 1724 году батальоны были переформирован в 10 полков: Астрабадский, Бакинский, Гирканский, Дагестанский, Дербентский, Зинзилянский, Кескерский, Мазандеранский, Рящинский, Ширванский. Гарнизон непосредственно крепости состоял из одного батальона регулярных войск, а в окрестностях располагались ещё семь драгунских полков. Нерегулярная часть гарнизона состояли из казаков из Малороссии, с Дона, Яика и Терека. На вооружении гарнизона стояли пушки, мортиры и гаубицы.

## Управление
Крепость Святого Креста играла роль административно-политического центра Северного Кавказа. Вся полнота власти в крепости и городе принадлежала коменданту, в его юрисдикцию входили финансовая, хозяйственная, административная и политическая функции. Кроме прямых обязанностей по охране и управлению городом, также занимался местными владетелями, отдавшимися в подданство России, аманатами от горцев. Комендант был связан с коллегией иностранных дел, в его обязанности входили наладка взаимоотношений с кабардинскими и дагестанскими князьями, переписка с кавказскими феодальными владетелями, поддержка связи с Закавказьем, защита интересов России перед иностранными державами. Наличие крепости показывало окрестным народам упрочнение власти России на Кавказе, что сподвигало их к переходу в российское подданство. В ней приняли подданство владетель Андреевский Айдемир, владетель Аварии, андийцы и ногайцы.

## Коменданты
1. полковник Л. Я. Соймонов (1722—1723)
2. полковник Дербень (1723—1725)
3. полковник Д. Ф. Еропкин (1725—1727)
4. полковник А. Н. Дубасов (1728—1729)
5. полковник Б. Т. Киселев (1729—1730)
6. полковник князь М. М. Барятинский (1731—1732)
7. полковник А. Т. Юнгер (1732—1735)